# Stenocladius yoshikawai
Stenocladius yoshikawai is een keversoort uit de familie glimwormen (Lampyridae). De wetenschappelijke naam van de soort werd voor het eerst geldig gepubliceerd in 1981 door Nakane.